# Liparis sootenzanensis
Liparis sootenzanensis är en orkidéart som beskrevs av Noriaki Fukuyama. Liparis sootenzanensis ingår i släktet gulyxnen, och familjen orkidéer. Inga underarter finns listade i Catalogue of Life.